# C-Train
Си-Трейн (англ. C-Train) — система легкорельсового транспорта города Калгари, Канада. В настоящее время в системе работают две линии, которые можно разделить на три части, общей длиной 48,8 км, связывающие с центром северо-восточные, северо-западные и южные районы Калгари. Также планируется строительство линий в западном, юго-восточном и северном направлениях. По данным на 2008 год, «Си-Трэйн» перевозит 297 500 пассажиров ежедневно.

## Определение
Си-Трэйн занимает промежуточное положение между трамваем и метрополитеном. На английском система называется Light Rail, однако это понятие не имеет чёткого определения, так называют и линии полноценного, хоть и облегчённого, метрополитена, и современные трамвайные линии.
Си-Трэйн не отвечает определению метрополитена, так как в центре города пути проложены на совмещённом полотне, хотя большая часть трассы Си-Трэйн гораздо больше напоминает трассу метро. От большинства традиционных трамвайных систем Си-Трэйн отличает тот факт, что подвижной состав приспособлен для эксплуатации только с высокими платформами.
Таким образом Си-Трэйн, хотя и не является метрополитеном, но довольно сильно отличается от традиционного трамвая. В России такие системы обычно называют скоростным трамваем или метротрамом. На авторитетном сайте urbanrail.net Си-Трэйн обозначается как легкорельсовая транспортная система, имеющая некоторые признаки метро, но не являющаяся полноценным метрополитеном так же, как, например, и Волгоградский метротрам.

### Расположение станций
Типичная станция Си-Трэйна по ту сторону центра города — как, например, новая северо-восточная станция Макнайт/Вествиндс — учитывает несколько методов пассажирского приезда и ухода. Некоторые пассажиры Си-Трэйна добираются до пригородных станций маршрутным автобусом, на котором направляются в окружающие микрорайоны. Ещё один популярный выбор — перехватывающая парковка (по-английски «Park and Ride»), где пассажиры делают пересадку для завершения поездки. Альтернативно — некоторые пассажиры Си-Трэйна высаживаются в погрузочных причалах с машин, водители которых едут куда-нибудь в другое место; во многом благодаря тому, что большинство подобных пассажиров привозят супруги, эти причалы называются «полосы для поцелуев» (по-английский «Kiss and Ride»).

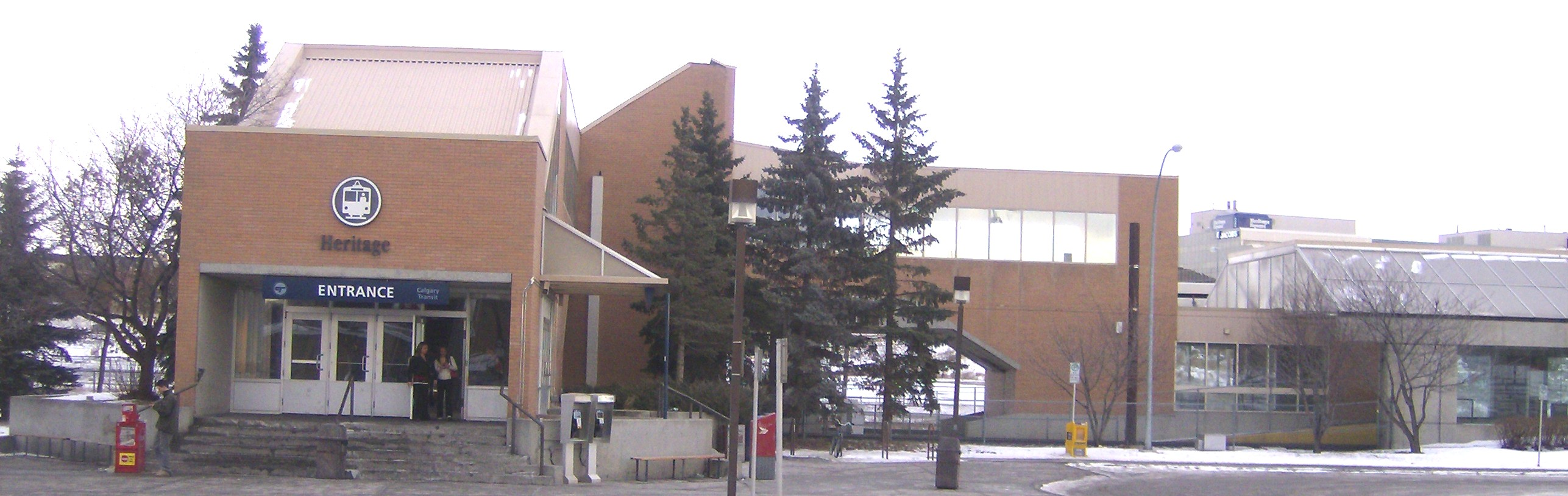
станция Си-Трэйна «Эритаж»

### Архитектура станций
Всё станции Си-Трэйна в настоящее время являются наземными открытыми станциями. Станции в центре города обычно состоят из единых боковых платформ. По ту сторону центра города несколько станций состоят из спаренных боковых платформ, но станции обычно строили из островных платформ, в котором полуэтаж вилета помещался над платформой.

## Подвижной состав

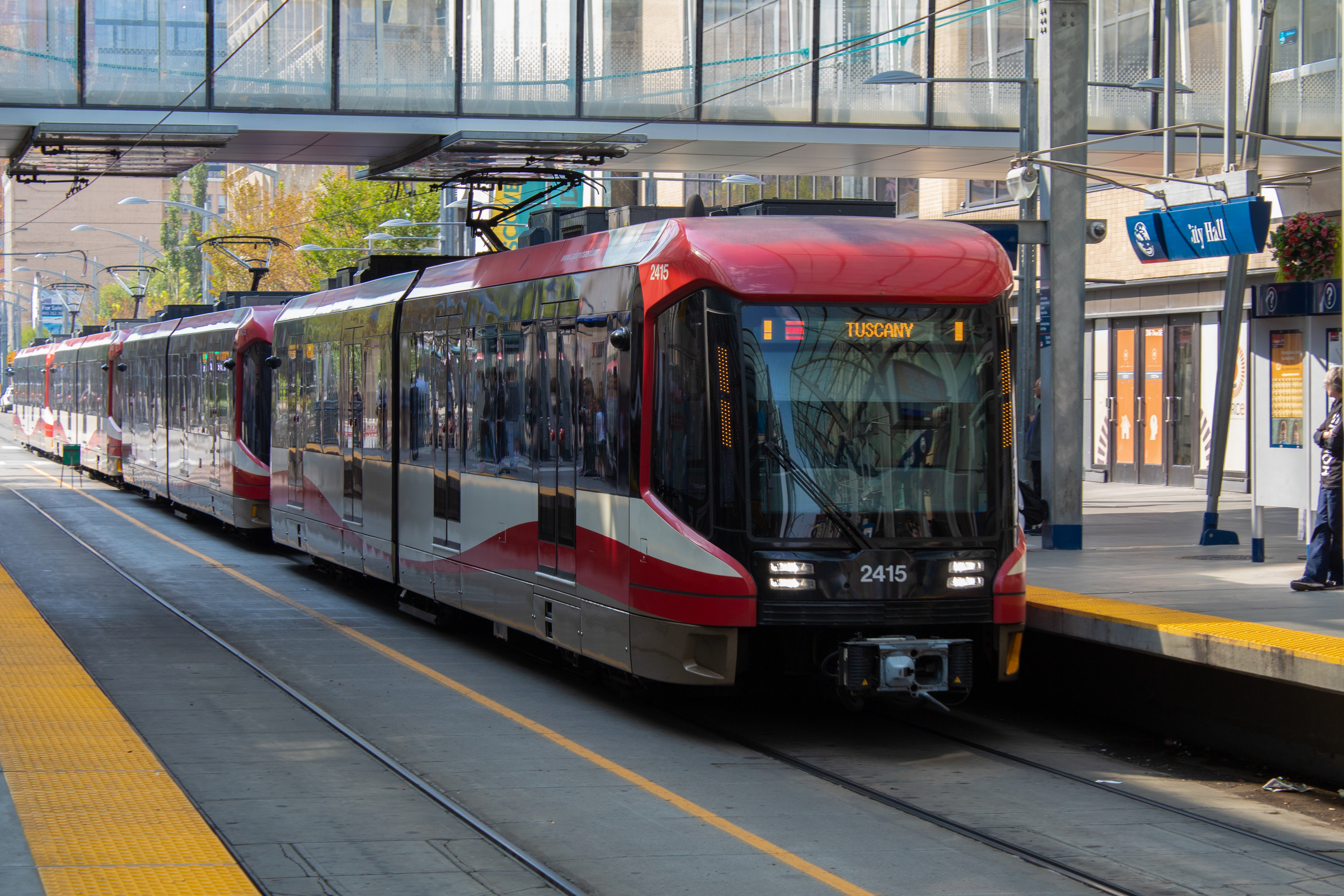
Четырёхвагонный Си-Трэйн прибывает на станцию Ратуша

В настоящее время на линиях Си-Трэйна эксплуатируют трёхвагонные поезда. Всего в системе Си-Трэйна имеются 79 легкорельсовых вагонов Siemens-Duewag U2 и 72 легкорельсового вагона Siemens SD-160, которые также используются на современных легкорельсовых системах Солт-Лейк-Сити и Сан-Диего. В 2012 году планируется поставка ещё 34 вагонов SD-160.

## Линии
| Название  | Год открытия | Количество станций | Длина   | Время поездки |
| --------- | ------------ | ------------------ | ------- | ------------- |
| Линия 201 | 1981         | 28                 | 36,3 км | 54 мин        |
| Линия 202 | 1985         | 19                 | 14,5 км | 27 мин        |

### Линия 201
Эта линия обслуживает северо-западные и южные районы Калгари. На этой линии расположено 28 станций:
| Станция                  | Год открытия | Направление     | Координаты                       | Примечания |
| ------------------------ | ------------ | --------------- | -------------------------------- | --- |
| Крофут                   | 2009         |                 | 51°07′21″ с. ш. 114°12′24″ з. д. | северо-западная конечная станция |
| Далхаузи                 | 2003         |                 | 51°06′12″ с. ш. 114°09′39″ з. д. | |
| Брентвуд                 | 1990         |                 | 51°05′15″ с. ш. 114°07′56″ з. д. | |
| Юниверсити               | 1987         |                 | 51°04′49″ с. ш. 114°07′23″ з. д. | |
| Банф-Трейл               | 1987         |                 | 51°04′15″ с. ш. 114°06′55″ з. д. | |
| Лайонс-Парк              | 1987         |                 | 51°03′54″ с. ш. 114°06′12″ з. д. | |
| САИТ/АКАД/Джубили        | 1987         |                 | 51°03′47″ с. ш. 114°05′28″ з. д. | официально называлась «Политехнический Институт Южной Альберты/Колледж Альберты Изящных Искусств и Композиции/Юбилейная»                                    |
| Саннисайд                | 1987         |                 | 51°03′21″ с. ш. 114°05′03″ з. д. | |
| Эйт-Стрит-Саутвест       | 1981         | южное           | 51°02′49″ с. ш. 114°04′54″ з. д. | |
| Западная Седьмая Улица   | 1981         | северо-западное | 51°02′49″ с. ш. 114°04′50″ з. д. | |
| Западная Шестая Улица    | 1981         | южное           | 51°02′48″ с. ш. 114°04′30″ з. д. | |
| Западная Четвёртая Улица | 1981         | северо-западное | 51°02′48″ с. ш. 114°04′19″ з. д. | |
| Западная Третья Улица    | 1981         | южное           | 51°02′48″ с. ш. 114°04′08″ з. д. | Эта станция закрылась для капитального ремонта в 2009 году. Нет официальной даты её открытия, но муниципалитет заявляет, что станция откроется в 2010 году. |
| Западная Первая Улица    | 1981         | северо-западное | 51°02′48″ с. ш. 114°04′01″ з. д. | |
| Центральная Улица        | 1981         | южное           | 51°02′47″ с. ш. 114°03′43″ з. д. | |
| Олимпик Плаза            | 1981         | северо-западное | 51°02′47″ с. ш. 114°03′33″ з. д. | |
| Ратуша                   | 1981         | южное           | 51°02′47″ с. ш. 114°03′25″ з. д. | |
| Виктория Парк/Стампид    | 1981         |                 | 51°02′18″ с. ш. 114°03′30″ з. д. | |
| Эрлтон/Стампид           | 1981         |                 | 51°01′56″ с. ш. 114°03′31″ з. д. | |
| Тридцать девятая авеню   | 1981         |                 | 51°01′03″ с. ш. 114°03′42″ з. д. | |
| Шинук                    | 1981         |                 | 50°59′50″ с. ш. 114°03′58″ з. д. | |
| Эритаж                   | 1981         |                 | 50°58′43″ с. ш. 114°04′27″ з. д. | |
| Саутлэнд                 | 1981         |                 | 50°57′51″ с. ш. 114°04′36″ з. д. | |
| Андерсон                 | 1981         |                 | 50°57′17″ с. ш. 114°04′29″ з. д. | |
| Кэньон Медоуз            | 2001         |                 | 50°56′10″ с. ш. 114°04′12″ з. д. | |
| Фиш-Крик/Лакомб          | 2001         |                 | 50°55′23″ с. ш. 114°04′22″ з. д. | |
| Шонесси                  | 2004         |                 | 50°54′38″ с. ш. 114°04′14″ з. д. | |
| Сомерсэт/Брайделвуд      | 2004         |                 | 50°53′57″ с. ш. 114°04′09″ з. д. | южная конечная станция |

### Линия 202
Эта линия обслуживает северо-восточные районы Калгари. На этой линии расположено 19 станций:
| Станция                  | Год открытия | Направление      | Координаты                       | Примечания |
| ------------------------ | ------------ | ---------------- | -------------------------------- | --- |
| Макнайт/Вествиндс        | 2007         |                  | 51°06′29″ с. ш. 113°58′37″ з. д. | северо-восточная конечная станция |
| Уайтхорн                 | 1985         |                  | 51°05′11″ с. ш. 113°58′54″ з. д. | |
| Рандэл                   | 1985         |                  | 51°04′30″ с. ш. 113°58′54″ з. д. | |
| Мальборо                 | 1985         |                  | 51°03′32″ с. ш. 113°58′54″ з. д. | |
| Фрэнклин                 | 1985         |                  | 51°02′50″ с. ш. 113°59′39″ з. д. | |
| Барло/Макс Бэлл          | 1985         |                  | 51°02′45″ с. ш. 114°00′25″ з. д. | |
| Зоо                      | 1985         |                  | 51°02′51″ с. ш. 114°01′30″ з. д. | |
| Бриджлэнд/Мемориальная   | 1985         |                  | 51°02′56″ с. ш. 114°02′26″ з. д. | |
| Восточная Третья Улица   | 1985         | центральное      | 51°02′46″ с. ш. 114°03′17″ з. д. | |
| Ратуша                   | 1981         | северо-восточное | 51°02′47″ с. ш. 114°03′25″ з. д. | |
| Олимпик Плаза            | 1981         | центральное      | 51°02′47″ с. ш. 114°03′33″ з. д. | |
| Центральная улица        | 1981         | северо-восточное | 51°02′47″ с. ш. 114°03′43″ з. д. | |
| Западная Первая Улица    | 1981         | центральное      | 51°02′48″ с. ш. 114°04′01″ з. д. | |
| Западная Третья Улица    | 1981         | северо-восточное | 51°02′48″ с. ш. 114°04′08″ з. д. | Эта станция закрылась для капитального ремонта в 2008 году. Нет официальной даты её открытия, но муниципалитет заявляет, что станция откроется в 2009 году. |
| Западная Четвёртая Улица | 1981         | центральное      | 51°02′48″ с. ш. 114°04′19″ з. д. | |
| Западная Шестая Улица    | 1981         | северо-восточное | 51°02′48″ с. ш. 114°04′30″ з. д. | |
| Западная Седьмая Улица   | 1981         | центральное      | 51°02′49″ с. ш. 114°04′50″ з. д. | |
| Западная Восьмая Улица   | 1981         | северо-восточное | 51°02′49″ с. ш. 114°04′54″ з. д. | |
| Западная Десятая Улица   | 1985         |                  | 51°02′49″ с. ш. 114°05′06″ з. д. | центральная конечная станция |

### Бесплатный пояс в центре города
Линии 201 и 202 совместно используют девять станций, расположенных по Седьмому Авеню в центре Калгари. При проезде в пределах этих девяти станций оплата не производится. При проезде за пределы этого участка необходимо оплатить проезд.

## Будущее

### Продолжение Линии 201
Весной 2009 года открылась станции Крофут, она станет новой конечной на северо-западном направлении. Кроме того, возможно открытие новых станций, в северо-западном направлении (Тусканская/Рокий Ридж) к 2014 году и в южном направлении (Сильверадо и 212-е Авеню) к 2025 году.

### Продолжение Линии 202
Новая северо-восточная конечная станция Макнайт/Вествиндс открылась осенью 2007 года. Возможно открытие ещё нескольких станций в северо-восточном направлении (Мартиндэйль и Саддлтаун к 2011 году, и других станций, находящихся на этапе проектирования к 2025 году).
Муниципальный совет Калгари заказывал западное продолжение линии 202 для окончании к 2012 году. На новом западном участке расположено шесть станций:
- Сунальта (надземная станция)
- Шаганаппи
- Вестбрук (подземная станция)
- 45-я Улица (подземная станция)
- Широко
- 69-я Улица — новая западная конечная станция (подземная станция)[8]

Начато проектирование ещё двух станций (85-я Улица и 101-я Улица), они могут быть открыты к 2025 году.

### Планы строительства новых линий
Новая юго-восточная линия Си-Трэйна утверждала с муниципальным советом Калгари к 2003 году. Линия 203 соединит центр Калгари с юго-восточными районами. Три станции в центре города будут подземными. В отличие от Линий 201 и 202, на которых используются вагоны SD-160 и U2, для Линии 203 рассматривается возможность применения низкопольных легкорельсовых вагонов, как, например, Аванто. На Линии 203 запроектировано 18 станций:
- Ау Клэрь — конечная станция в центре города (подземная станция)
- Центральная (на 6-е Авеню) (подземная станция)
- Маклауд Трэйл (подземная станция)
- Восточная 4-я Улица
- Ингельвуд/Рамзий
- Кроссроудс
- Хайфильд
- Линнвуд
- Огден
- Южный Холм
- Парк Каменоломни
- Дугласдэйл
- Шепард
- Прествик
- Маккензи Таун
- Авбурн Бэй
- Больница
- Ситон — юго-восточная конечная станция[11]

### Планы реконструкции в центральной части города
Большинство станций Си-Трэйна в центральной части города отремонтируют к 2012 году. План включает капитальный ремонт и расширение станций, для приёма большего количества пассажиров и четырёхвагонных поездов. Реконструкция пяти станций планируется к 2010 году; Олимпийскую Площадь и 3-ю восточную улицу снесут к 2012 году, как только закончат станцию Ратуша. 10-ю западную улицу снесут и объединят в один блок к западу вместе с продолжением Линии 202.
Первоначальные планы система Си-Трэйна содержали подземную линию через Калгари, и станция под Ратушей была не достроена при первоначальном строительстве Линии 201. Муниципальный совет Калгари заказывал новое функциональное изучение системы метро в центре Калгари в ожидании эксплуатации к 2017 году.